# Casa de Sverre

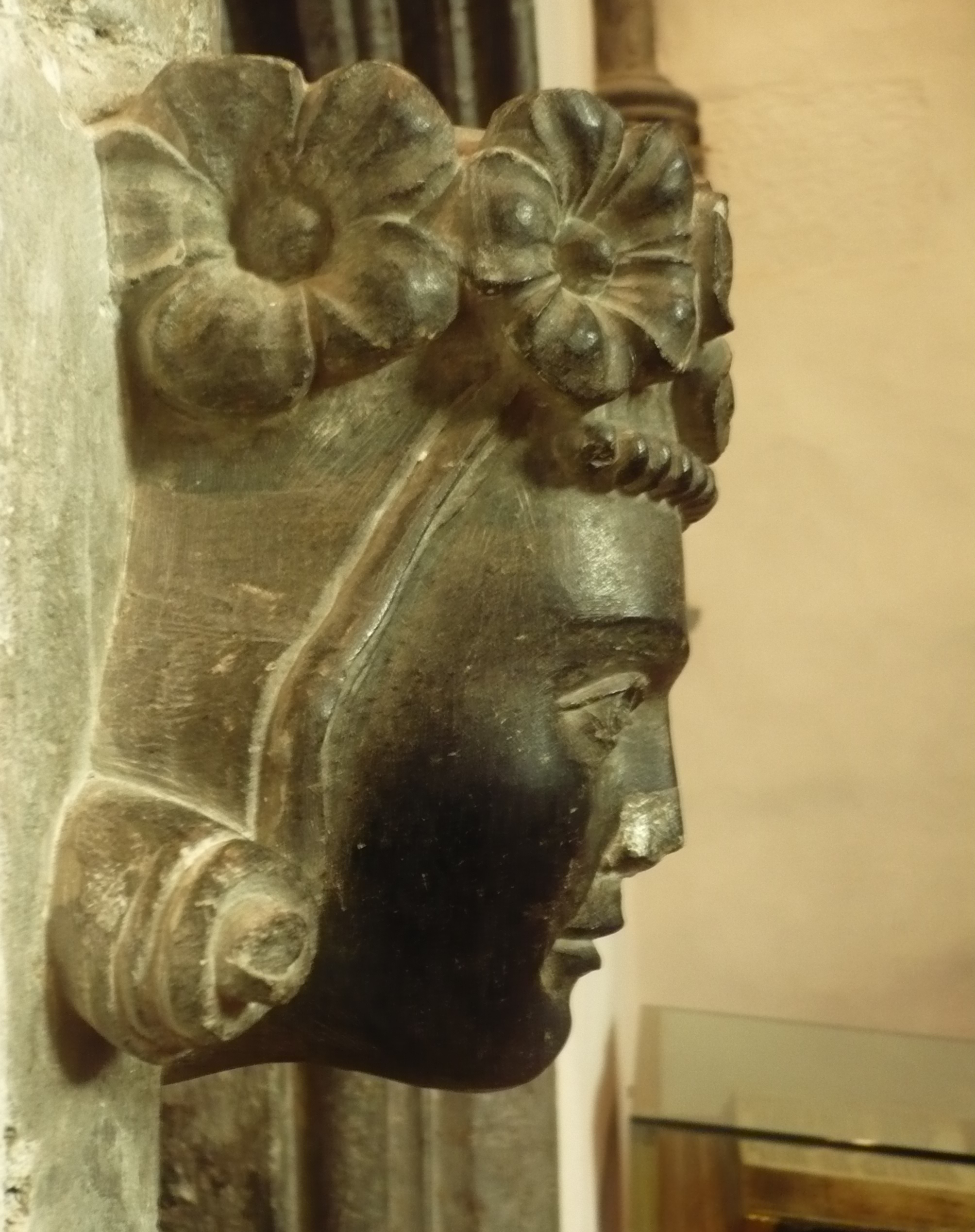
Uma escultura que se acredita ser do rei Haakon V Magnusson como Duque de Oslo, Oppland, Ryfylke, das Ilhas Faroe e Shetland.

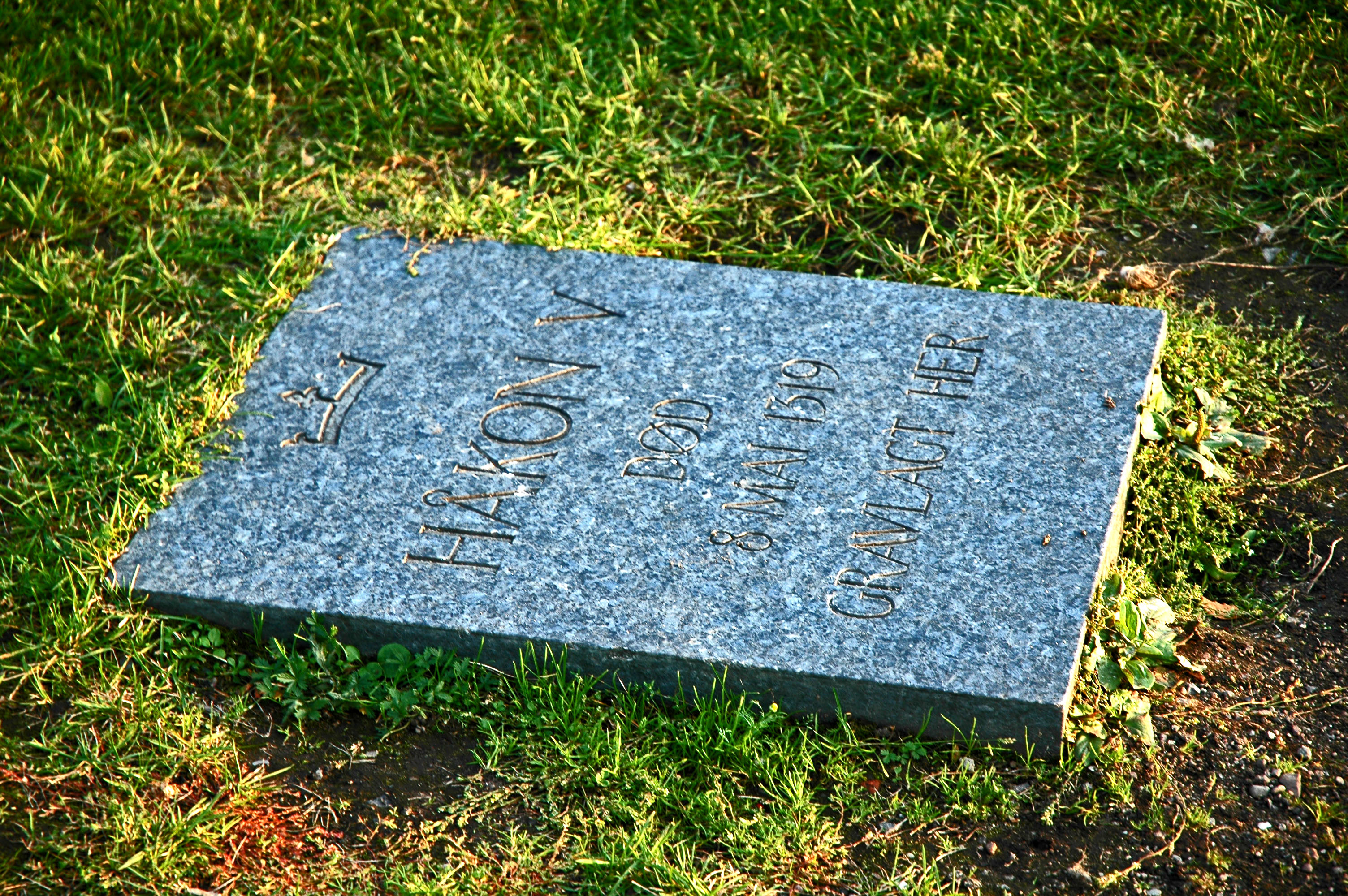
Sepultura de Haakon V Magnusson em Oslo.

A Casa de Sverre (em norueguês:  Sverreætten) foi uma casa real ou dinastia que governou, em vários momentos na história, o Reino da Noruega, seguidamente os domínios do reino da Escócia. A casa foi fundada com o rei Sverre Sigurdsson. A casa ocupou o trono da Noruega a partir de 1184 até 1319. Os governantes da casa alegam descendência dos Cabelo Belo e os seus antigos governantes, uma afirmação contestada por muitos estudiosos modernos.

## História
A casa foi fundada pelo rei Sverre Sigurdsson, que alegou ser um filho ilegítimo do rei Sigurd Munn, quando foi feito Rei da Noruega. Após a morte de Sverre, seus descendentes iriam expandir a influência, riqueza e poder da dinastia. Sob seu neto Haakon IV o Legislador, a Noruega medieval atingiu o seu ápice.
Também Margarida da Escócia foi um membro desta família.
Os governantes da casa alegaram descendência dos Cabelo Belo e os seus antigos governantes. No entanto, os historiadores modernos rejeitam a alegação como improvável e uma fabricação, a fim de ganhar o trono da Noruega.
A casa foi substituída pela Casa de Gille, e depois pela Casa de Bjälbo, que herdou o trono da Noruega. Eles foram a última família reinante que alegaram descendência patrilinear de Haroldo Cabelo Belo.

## Nome
É pouco provável que os governantes se referissem oficialmente a sua dinastia como a Casa de Sverre; este é um termo usado por historiadores modernos. O termo norueguês é Sverreætten, que significa dinastia Sverre ou clã Sverre e também é provável a sua utilização em tempos mais recentes.

## Brasão de armas
As principais armas dos reis pertencentes à Casa de Sverre, era um leão coroado dourado em um campo vermelho. Ao leão foi posteriormente fornecido um machado de prata simbolizando Olaf, o Santo.

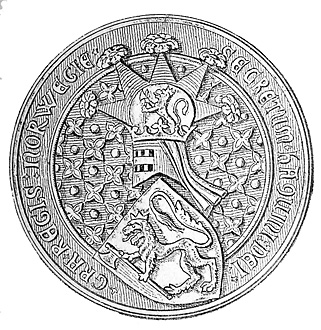
Selo do Rei Haakon V Magnusson, o último rei pertencente à Casa de Sverre.
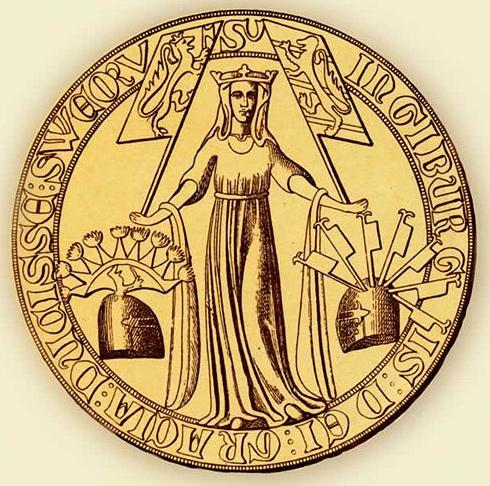
Selo da filha do Rei Haakon V Magnusson, Duquesa Ingeborg.
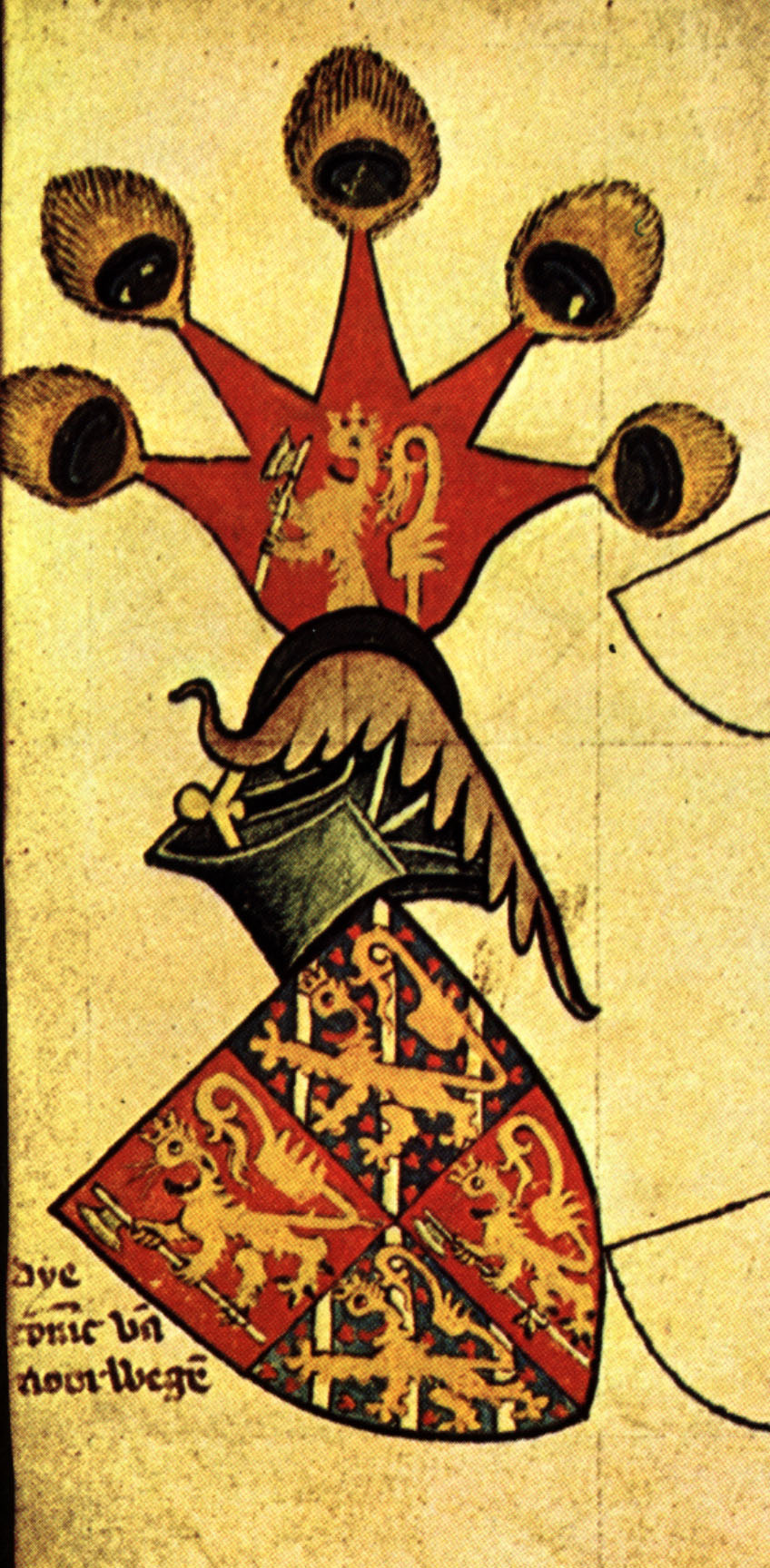
Armas da filho da filha do rei Haakon V Magnusson, o rei Haakon VI Magnusson, que era da Casa de Bjälbo. Seu brasão de armas inclui as armas de Sverre e as armas de Bjälbo.

## Lista de reis
Os governantes dentro da casa real ou dinastia, muitas vezes têm um "rei junior", juntamente com um "rei senior" (três datas mostram o reinado como rei júnior, do início do reinado efetivo e o fim de seu reinado). Aqui está uma lista dos governantes quando a casa detinha o poder na Noruega:
| Nome                                       | Reinado        |
| ------------------------------------------ | -------------- |
| Sverre Sigurdsson                          | 1184–1202      |
| Haakon III Sverresson                      | 1202–1204      |
| Guttorm Sigurdsson                         | 1204           |
| Regência de Inge Baardson da Casa de Gille | 1204–1217      |
| Haakon o Velho                             | 1217–1263      |
| Haakon Haakonsson o Jovem                  | 1240–1257      |
| Magnus VI Lagabøte                         | 1257–1263–1280 |
| Eric Magnusson                             | 1273–1280–1299 |
| Haakon Magnusson                           | 1299–1319      |

## Outros membros
- Margarida da Escócia
- Ingeborg da Noruega